# 札幌市立琴似小学校
札幌市立琴似小学校（さっぽろしりつ ことにしょうがっこう）は、北海道札幌市西区琴似2条7丁目にある公立小学校。

## 沿革
- 1877年（明治10年） - 官立琴似学校として開校[1]。入学者は102名の児童のほか、西南戦争の帰還兵11名がいた[1]。
- 1972年（昭和47年） - 現在の校舎へ改築。
- 2007年（平成19年） - 耐震補強工事が行われる。

## 教育方針
- 「心豊かに未来社会を創造する琴似の子どもの育成」
- 進んでかかわり　心豊かに学び合う子どもの育成
  - 【明るい子】 ⇒ すすんであいさつする子に育てる
  - 【考える子】 ⇒　かかわりをもち、学び合う子に育てる
  - 【がんばる子】 ⇒　チャレンジする子に育てる
  - 【助け合う子】 ⇒　思いやりをもって行動する子に育てる

## 校区
琴似1条1丁目 - 7丁目、琴似2条1丁目 - 7丁目、琴似3条1丁目 - 7丁目、琴似4条1丁目 - 6丁目

## 周辺
- 三角山
- 西区役所、西区民センター

## 著名な出身者
- 高橋名人（ファミコン名人）
- 安川友貴（スキージャンプ選手）